# Empires of the Undergrowth
Empires of the Undergrowth est un jeu de stratégie en temps réel développé par Slug Disco Studios et publié par Hooded Horse, sorti le 7 juin 2024 sur Microsoft Windows. Les joueurs contrôlent une colonie de fourmis en agrandissant la colonie, en collectant des ressources et en combattant d'autres créatures.

## Système de jeu
Le gameplay est basé sur le contrôle d'une colonie de fourmis. Tout comme les jeux vidéo traditionnels de stratégie en temps réel, les joueurs doivent créer des bases, mais leur armée est une colonie de fourmis. Les factions sont constituées de différents types de fourmis qui rassemblent des ressources telle que de la nourriture. Posséder un surplus de nourriture signifie qu'il est possible de donner rapidement naissance à des renforts, tandis qu'un déficit de nourriture peut causer la perte de la colonie en ayant trop de fourmis qui meurent. Les phéromones permettent aux fourmis de savoir où chercher de la nourriture.
Il existe un mode escarmouche et une campagne dans l'histoire, dans laquelle les joueurs doivent doivent repousser des créatures hybrides qui ont été créés en laboratoire, comme un mélange de bernard-l'ermite et de scorpion. Les fourmis contrôlées par le joueur peuvent également évoluer, ce qui leur confère des capacités spéciales et débloque de nouvelles espèces de fourmis. Des missions supplémentaires façon documentaire sont aussi disponible lors de la campagne. La narration de ces missions offrent un aperçu de l'action du jeu.

## Développement
Empires of the Undergrowth est développé par le studio Slug Disco Studios, basé au Royaume-Uni. Le jeu sort en accès anticipé en décembre 2017. Hooded Horse, en tant qu'éditeur, publie le jeu le 7 juin 2024 pour Microsoft Windows.

## Accueil
PC Gamer le considère comme « un STR absolument excellent ». GamesRadar+ estime que c'est un jeu de type SimAnt très satisfaisant. The Games Machine qui confère au jeu la note de 7,6 sur 10, explique qu'il n'apporte rien de nouveau et qui lui manque plusieurs fonctionnalités communes aux jeux de stratégie en temps réel, comme le multijoueur. Mais, le magazine italien apprécié la variété des ennemis et les combats de boss.

### Traduction
- (en) Cet article est partiellement ou en totalité issu de l’article de Wikipédia en anglais intitulé « Empires of the Undergrowth » (voir la liste des auteurs).